# Songs from the Lighthouse
Songs from the Lighthouse is het vijfde muziekalbum van de Italiaanse band Moongarden.

## Geschiedenis
De band is al vanaf 1993 bezig, dus men doet vrij lang over het opnemen van een album. De reden kan gezocht worden in het feit dat de leden ook in andere bands spelen. Algemeen werd Round Midnight als hoogtepunt in hun carrière beschouwd. Ten opzichte van dat album is de samenstelling rigoureus gewijzigd. Zanger Tosi, uit de begintijden van de band, is terug en gitarist van de oorspronkelijke band Cremoni is vertrokken.
De muziek is zware metalachtige progressieve rock met af en toe nog rustige symfonische rock er tussendoor. Het begin van het album wijkt daarvan af. Het is "badkuipmuziek" (zeer hol klinkende akoestiek) zoals Joy Division en The Jesus and Mary Chain, maar ook het Italiaanse Ain Soph toepasten.
Andy Tillison van The Tangent zong mee op That Child en lijkt op compositorisch vlak ook zijn steentje te hebben bijgedragen, zonder vermelding.

## Musici
- Simone Baldini Tosi: zang, gitaar
- Cristiano Roversi: toetsen, Chapman stick
- Marco Tafelli: gitaar, viool
- Mirko Tagliasacchi: basgitaar
- Maurizio Di Tollo: slagwerk
- Andy Tillison:zang op That Child

## Composities
Allen van Roversi en Tosi
1. My Darkside (7:26)
2. It's You (7:04)
3. Solaris (13:00)
  1. Mission
  2. The visitor
  3. Together forvere
  4. Epilogue
4. Emotionaut (3:55)
5. That Child (5:52)
6. Flesh (2:49) (Roversi)
7. Dreamlord (11:30)
8. Southampton Railroad (4:11)
9. Sonya In Search Of The Moon (deel 5) (5:47)
10. The Lighthouse Song (9:32)

## Hoes
De hoes wordt door velen afzichtelijk gevonden; een engel lijkt vastgepind door een vuurtoren door de borst heen. Overigens blinkt het boekje uit in onleesbaarheid (rode letters tegen een bruine achtergrond).